# Denver Nuggets 1993-1994
La stagione 1993-94 dei Denver Nuggets fu la 18ª nella NBA per la franchigia.
I Denver Nuggets arrivarono quarti nella Midwest Division della Western Conference con un record di 42-40. Nei play-off vinsero il primo turno con i Seattle SuperSonics (3-2), perdendo poi la semifinale di conference con gli Utah Jazz (4-3).

## Roster
| N° | Naz.                   | Ruolo | Sportivo           | Anno | Alt. | Peso |
| -- | ---------------------- | ----- | ------------------ | ---- | ---- | ---- |
|    | Stati Uniti (bandiera) | G     | Jim Farmer         | 1964 | 193  | 86   |
| 1  | Stati Uniti (bandiera) | G     | Adonis Jordan      | 1970 | 180  | 77   |
| 3  | Stati Uniti (bandiera) | G     | Mahmoud Abdul-Rauf | 1969 | 185  | 73   |
| 4  | Stati Uniti (bandiera) | G     | Darnell Mee        | 1971 | 196  | 79   |
| 5  | Stati Uniti (bandiera) | GA    | Roy Marble         | 1966 | 198  | 86   |
| 8  | Stati Uniti (bandiera) | AC    | Brian Williams     | 1969 | 206  | 107  |
| 12 | Stati Uniti (bandiera) | G     | Mark Macon         | 1969 | 193  | 84   |
| 14 | Stati Uniti (bandiera) | G     | Robert Pack        | 1969 | 188  | 82   |
| 20 | Stati Uniti (bandiera) | A     | LaPhonso Ellis     | 1970 | 203  | 109  |
| 21 | Stati Uniti (bandiera) | A     | Tom Hammonds       | 1967 | 206  | 98   |
| 23 | Stati Uniti (bandiera) | G     | Bryant Stith       | 1970 | 196  | 94   |
| 30 | Stati Uniti (bandiera) | A     | Marcus Liberty     | 1968 | 203  | 93   |
| 34 | Stati Uniti (bandiera) | GA    | Reggie Williams    | 1964 | 201  | 86   |
| 42 | Stati Uniti (bandiera) | A     | Mark Randall       | 1967 | 203  | 107  |
| 43 | Stati Uniti (bandiera) | A     | Kevin Brooks       | 1969 | 198  | 91   |
| 54 | Stati Uniti (bandiera) | A     | Rodney Rogers      | 1971 | 201  | 107  |
| 55 | Zaire (bandiera)       | C     | Dikembe Mutombo    | 1966 | 218  | 111  |

## Staff tecnico
- Allenatore: Dan Issel
- Vice-allenatori: Gene Littles, Mike Evans
- Preparatori atletici: Jim Gillen, Troy Wenzel